# Kurt Lück
Kurt Lück, född 28 december 1900 i Colmar, död 5 mars 1942 i Orsja, var en tysk kulturforskare och SS-officer.

## Biografi
Kurt Lück stred i slutfasen av första världskriget. År 1919 inledde han studier i slavistik, anglistik och germanistik vid Breslaus universitet. Fem år senare promoverades han till filosofie doktor efter att ha lagt fram avhandlingen Die Bauern im polnischen Roman des 19. Jahrhunderts. Lück återvände till Polen och var verksam som översättare och engagerade sig för den tyska minoriteten i landet. Lück företog omfattande etnografisk forskning om den tyska minoriteten i Lublin-området.
Efter det tyska anfallet på Polen i september 1939 gick Lück med i den paramilitära organisationen Volksdeutscher Selbstschutz, som deltog i förföljelsen och massmordet på den polska intelligentian. Han medverkade även vid omflyttning av tyska minoriteter i Polen. Den 22 juni 1941 anföll Tyskland sin tidigare bundsförvant Sovjetunionen och inledde därmed Operation Barbarossa. Som Hauptsturmführer tog Lück del i striderna på östfronten och stupade året därpå.